# Sante Chimirri
Sante Chimirri (* 1924 in Neapel) ist ein italienischer Filmschaffender.

## Leben
Chimirri arbeitete seit 1951 in unterschiedlichen Funktionen für Kinoproduktionen; er begann als Regieassistent und wechselte dann zur Produzententätigkeit. 1955 inszenierte er das Drama Lacrime di sposa; in den 1970er Jahren wechselte er zum Fernsehen und produzierte Renato Castellanis Vita di Leonardo.

## Filmografie (Auswahl)
- 1951: Lacrime di sposa (Regie, Drehbuch)